# Powstanie w Badaberze
Powstanie w Badaberze – zbrojny bunt radzieckich i afgańskich jeńców przetrzymywanych w pakistańskiej miejscowości Badaber, który miał miejsce się w dniach 26–27 kwietnia 1985 roku. Po wielogodzinnym oblężeniu około trzem tysiącom mudżahedinów i pakistańskich żołnierzy udało się opanować sytuację. W trakcie powstania zginęli wszyscy jeńcy (52) i 100–120 atakujących, a także sześciu amerykańskich instruktorów, którzy szkolili islamskich bojowników.

## Tło sytuacyjne
Twierdza Badaber, położona 24 km na południe od Peszawaru, była wojskowym ośrodkiem szkoleniowym afgańskich mudżahedinów, którzy sprzeciwiali się radzieckiej obecności w Afganistanie. Mudżahedini byli szkoleni przez instruktorów wojskowych ze Stanów Zjednoczonych (Operacja Cyclone), Pakistanu, Chińskiej Republiki Ludowej i Egiptu. Twierdza była kontrolowana przez zdominowaną przez Tadżyków partię Jamiat-e Islami. Burhanuddin Rabbani był liderem tej partii i samozwańczym prezydentem Afganistanu. Dowódcą wojskowym twierdzy został Ahmad Szah Masud.
W 1983 i 1984 roku partie jeńców z Armii Radzieckiej i sił zbrojnych Demokratycznej Republiki Afganistanu zostały przewiezione do fortecy z pomniejszych więzień. Tam więźniowie byli zmuszani do ciężkiej pracy, np. przy załadunku amunicji. W 1985 roku w twierdzy Badaber przetrzymywano 12 jeńców radzieckich i 40 afgańskich.

## Powstanie
26 kwietnia 1985 roku, około godziny 18:00, tylko dwóch z siedemdziesięciu strażników fortecy było na służbie. Pozostali zgromadzili się na placu manewrowym na wieczorne modlitwy (salat). Podczas powstania więźniowie weszli do zbrojowni, zabrali z niej broń i amunicję, po czym próbowali uciec. Niektórzy mogli próbować przejąć centrum radiowe twierdzy, aby przekazać siłom radzieckim swoją lokalizację. Jednak strażnik Haist Gol podniósł alarm i uniemożliwił więźniom ucieczkę.
Twierdzę zablokowali afgańscy mudżahedini, pakistańska piechota i jednostki czołgów oraz artyleria XI Korpusu. Uzbrojeni więźniowie odparli kilka ataków. O godzinie 21:00 Burhanuddin Rabbani przybył do bazy i podjął negocjacje z więźniami. Obiecał, że jeśli się poddadzą, ich życie zostanie oszczędzone. Jeńcy domagali się jednak spotkania z radzieckim i afgańskim ambasadorem w Pakistanie oraz przedstawicielami Międzynarodowego Ruchu Czerwonego Krzyża i Czerwonego Półksiężyca. Więźniowie zagrozili podpaleniem zbrojowni, jeśli ich żądania nie zostaną spełnione. Rabbani odrzucił żądania więźniów i walki toczyły się dalej.
27 kwietnia 1985 roku około godziny 8:00 ochroniarz Rabbaniego został raniony rakietami wystrzelonymi przez więźniów. Rabbani rozpoczął wtedy przygotowania do ataku na fortecę przy użyciu wyrzutni BM-21 Grad, czołgów i helikopterów Pakistańskich Sił Powietrznych. Powstanie zakończyło się, gdy forteca została zniszczona przez jedną, gigantyczną eksplozję. Możliwe, że pociski z gradów uderzyły w zbrojownię lub że wysadzili ją sami więźniowie, nie widząc szans na przeżycie. Wszyscy, którzy przeżyli eksplozję, zostali postawieni pod ścianą i rozstrzelani.

## Ofiary
Tożsamość większość więźniów jest niepewna. Udało się ustalić dane prawdopodobnego dowódcy powstania, Wiktora Duchowczenki pochodzącego z Zaporoża na Ukrainie. Jednym z powstańców był na pewno mł. sierż. Nikołaj Saminj, urodzony w Kazachstanie, który 12 grudnia 2003 roku został pośmiertnie odznaczony kazachskim Orderem Walecznych III stopnia. Innym uczestnikiem buntu był sierż. Alaksandr Zwierkowicz z Białorusi, którego upamiętniono w 10. rocznicę wycofania Armii Radzieckiej z Afganistanu.
Według źródeł rosyjskich w czasie powstania zginęło od 100 do 120 afgańskich mudżahedinów. Twierdza Badaber, jej zbrojownia i wyposażenie (w tym trzy wyrzutnie rakiet Grad, około czterdzieści haubic i moździerzy, karabiny maszynowe oraz tysiące pocisków i rakiet), a także kancelaria wraz z listą więźniów zostały zniszczone. Radzieckie rozpoznanie satelitarne z 28 kwietnia 1985 roku wykazało 80-metrowy krater na miejscu dawnej twierdzy.

## Kultura masowa
W 2018 roku Rosjanie nakręcili 4-odcinkowy miniserial o tych wydarzeniach pt. Krepost’ Badaber (Twierdza Badaber).